# The Black Rider
The Black Rider è il dodicesimo album in studio del cantautore statunitense Tom Waits.

## Tracce
Tutte le canzoni, eccetto dove indicato, sono state scritte da Tom Waits
1. Lucky Day Overture - 2:27
2. The Black Rider - 3:21
3. November - 2:53
4. Just the Right Bullets - 3:35
5. Black Box Theme - 2:42 - (Strumentale)
6. 'T' Ain't No Sin - 2:25 - (Walter Donaldson/Edgar Leslie)
7. Flash Pan Hunter/Intro - 1:10
8. That's the Way - 1:07 - (musica: Waits, testi: William S. Burroughs)
9. The Briar and the Rose - 3:50
10. Russian Dance - 3:12 - (Strumentale)
11. Gospel Train/Orchestra – 2:33 - (Strumentale)
12. I'll Shoot the Moon - 3:51
13. Flash Pan Hunter - 3:10 - (musica: Waits, testi: Burroughs)
14. Crossroads – 2:43 - (musica: Waits, testi: Burroughs)
15. Gospel Train - 4:43
16. Interlude - 0:18 (Strumentale), (Greg Cohen)
17. Oily Night - 4:23
18. Lucky Day - 3:42
19. The Last Rose of Summer - 2:07
20. Carnival - 1:15 - (Strumentale)